# Burn My Eyes
Burn My Eyes é o álbum de estreia da banda californiana de thrash metal Machine Head, lançado em 1994. A temática lírica do álbum fala sobre a desordem social em que os músicos viveram, refletido pelo líder Flynn. Ainda contava com o primeiro baterista Chris Kontos, que saiu após o fim da turnê. O álbum é um dos maiores sucessos de vendas de estreia da gravadora Roadrunner Records, sendo batido apenas em 1999 pela estreia do Slipknot na gravadora.
| Críticas profissionais                                                      | Críticas profissionais |
| Avaliações da crítica                                                       | Avaliações da crítica  |
| Fonte                                                                       | Avaliação              |
| --------------------------------------------------------------------------- | ---------------------- |
| allmusic                                                                    | [ 1 ]                  |
| Esta tabela precisa de ser acompanhada por texto em prosa. Consulte o guia. |                        |

## Faixas
Música por Machine Head, letras de Robb Flynn.
1. "Davidian" – 4:55
2. "Old" – 4:05
3. "A Thousand Lies" – 6:13
4. "None But My Own" – 6:14
5. "The Rage to Overcome" – 4:46
6. "Death Church" – 6:32
7. "A Nation on Fire" – 5:33
8. "Blood for Blood" – 3:40
9. "I'm Your God Now" – 5:50
10. "Real Eyes, Realize, Real Lies" – 2:45
11. "Block" – 4:59

## Integrantes
- Robb Flynn - vocal & guitarra
- Logan Mader - guitarra
- Adam Duce - baixo
- Chris Kontos - bateria